# Fresh Guacamole
Fresh Guacamole – amerykański animowany film krótkometrażowy z 2012 roku, w reżyserii PES-a (właściwie Adam Pesapane). Film miał swoją światową premierę 2 marca 2012 roku. Był nominowany w 2013 r., do Oscara w kategorii najlepszy krótkometrażowy film animowany podczas 85. ceremonii wręczenia Nagrody Amerykańskiej Akademii Filmowej, przegrywając z Papermanem. Film trwa 1 minutę i 40 sekund.

## Fabuła
Film jest abstrakcyjnym instruktażem przyrządzenia tradycyjnego meksykańskiego sosu guacamole. Podczas filmu ludzka ręka tnie nożem różnego typu przedmioty np. piłkę do baseballu, która po pokrojeniu zamienia się w kości krupierskie, albo granat wewnątrz którego znajduje się zielona masa z pestką z bili do bilardu i wrzuca do jednej miski przyrządzając „sos”.